# Rock Concert
Rock Concert era um programa musical, levado ao ar no Brasil pela Rede Globo de Televisão, levado ao entre março de 1977 e setembro de 1978, quando deu lugar à propaganda eleitoral obrigatória, e não mais sendo exibido. Possuía somente uma narrração, feita pelo cantor Gileno, e teve a pesquisa inicial pelo disc-jockey Big Boy, que faleceu no primeiro ano.
As gravações eram em geral ao vivo, e teve direção de Walter Lacet.